# Лечер (Јужна Дакота)
Лечер (енгл. Letcher) град је у америчкој савезној држави Јужна Дакота.

## Демографија
По попису из 2010. године број становника је 173, што је 4 (-2,3%) становника мање него 2000. године.
| Група             | 2000.       | 2010.        |
| Белци             | 173 (97,7%) | 173 (100,0%) |
| Афроамериканци    | 0 (0,0%)    | 0 (0,0%)     |
| Азијати           | 1 (0,6%)    | 0 (0,0%)     |
| Хиспаноамериканци | 0 (0,0%)    | 0 (0,0%)     |
| Укупно            | 177         | 173          |